# Antonio Innocenti
Antonio Innocenti (Poppi, 23 de agosto de 1915 - Roma, 5 de setembro de 2008) era um cardeal italiano, prefeito emérito da Congregação para o Clero, presidente emérito da Pontifícia Comissão para os Bens Culturais da Igreja e presidente emérito da Pontifícia Comissão Ecclesia Dei.

## Biografia
Ele nasceu em Poppi, Itália. Ordenado em 17 de julho de 1938, em Florença, Innocenti estudou no Seminário Diocesano de Fiesole, na Pontifícia Universidade Gregoriana, onde obteve o doutorado em 1941, na Pontifícia Universidade Lateranense, onde obteve a licenciatura em teologia dogmática em 1950, e na Pontifícia Academia Eclesiástica, onde estudou diplomacia.

### Sacerdócio
Serviu no ministério pastoral em Valdarno, Toscana, 1938. Ao retornar dos estudos posteriores e ministério pastoral em Roma, em 1941, serviu sucessivamente, na diocese de Fiesole (1941-1948), como professor de direito canônico e teologia moral em seu seminário; secretário de seu bispo; condenado duas vezes por ajudar as vítimas da ocupação nazista, ele foi levado diante de um pelotão de fuzilamento, mas libertado no último minuto. Depois, ministério pastoral após a Segunda Guerra Mundial, principalmente em Tosi, Comune de Reggello, Florença, para onde havia se mudado com sua família; fundador da Associação Cristã de Trabalhadores Italianos (ACLI) em Fiesole. Após estudos em Roma, Antonio Innocenti ingressou no serviço diplomático da Santa Sé em 1950. Secretário da delegação apostólica no Congo Belga, Ruanda Urundi, 1950-1953. Camareiro particular supranumerário, 28 de agosto de 1951; renomeado, 28 de outubro de 1958. Auditor da nunciatura na Suíça, 1953-1960; da internunciatura na Holanda, 1960-1961; da internunciatura no Egito, Síria e Jerusalém, 1961-1962; da nunciatura na Bélgica, 1962-1964. Prelado doméstico de Sua Santidade, 26 de junho de 1963. Conselheiro da nunciatura na França, 1964-1967.

### Episcopado
Em 15 de dezembro de 1967, o Papa Paulo VI o nomeou Arcebispo Titular de Eclano e Núncio Apostólico no Paraguai. Consagrado em 18 de fevereiro de 1968, na Basilica della Santissima Annunziata, em Florença, pelo cardeal Amleto Giovanni Cicognani, bispo titular da sede suburbicária de Frascati, secretário de Estado, auxiliado por Giovanni Benelli, arcebispo titular de Tusuro, substituto da Secretaria de Estado, e por Antonio Bagnoli, bispo de Fiesole. Seu lema episcopal era Lucet spero fide. Secretário do Conselho Episcopal para a Disciplina dos Sacramentos, em 26 de fevereiro de 1973; a congregação foi reorganizada e unida ao Conselho Episcopal para o Culto Divino como Conselho Episcopal para os Sacramentos e Culto Divino, em 11 de julho de 1975. Núncio na Espanha, em 4 de outubro de 1980.

### Cardinalato
Criado cardeal-diácono no consistório de 25 de maio de 1985, recebendo o barrete vermelho e a diaconia de S. Maria in Aquiro. Prefeito da Congregação para o Clero, em 9 de janeiro de 1986. Participou da VII Assembleia Ordinária do Sínodo dos Bispos, 1987. Presidente da Pontifícia Comissão para a Conservação do Patrimônio Artístico e Histórico da Igreja, em 8 de outubro de 1988. Participou da Oitava Assembleia Ordinária do Sínodo dos Bispos, 1990; presidente delegado. Renunciou à prefeitura e à presidência em 1º de julho de 1991. Presidente da Pontifícia Comissão Ecclesia Dei em 1º de julho de 1991. Antonio Innocenti perdeu o direito de participar do conclave quando completou oitenta anos, em 23 de agosto de 1995. Renunciou à presidência em 16 de dezembro de 1995. Optou pela ordem dos cardeais-presbíteros e sua diaconia foi elevada pro illa vice a título em 29 de janeiro de 1996. A Associazione Cardinale Innocenti per lo studio e la cura del morbo di Alzheimer e della malattia della senescenza ONLUS foi criada em maio de 2008, seguindo sua vontade e com os fundos que ele doou.
Cardeal Innocenti também foi grão-prior da Sagrada Ordem Militar Constantiniana de São Jorge, ramo liderado por Carlos, agora Duque da Calábria, tornando-se depois emérito, e sendo sucedido por Darío Castrillón Hoyos.
Cardeal Antonio Innocenti faleceu em 6 de setembro de 2008, às 13h03, em seu apartamento na Piazza della Città Leonina 9, Cidade do Vaticano. Suas exéquias ocorreram em 10 de setembro, no Altar da Cátedra da basílica papal do Vaticano, e a santa missa foi celebrada pelo Cardeal Decano Angelo Sodano, e outros vinte e cinco cardeais. No final da celebração eucarística, o Papa Bento XVI proferiu a homilia e presidiu os ritos de Ultima Commendatio e Valedictio. O corpo do cardeal foi sepultado no cemitério de Tosi, Toscana.